# Амбрус (Иванчна Горица)
Амбрус (словен. Ambrus) је насељено место у саставу општине Иванчна Горица, покрајина Долењска која припада регији Средишњој Словенији у Републици Словенији.

## Географија
Насеље површине 5,7 km², налази се на надморској висини 355,2 м. у западном делу Сухе крајине на путу Заградец — Жвирче.

## Историја
До територијалне реорганицације у Словенији, налазио се у саставу старе општине Гросупље.

## Становништво
Приликом пописа становништва 2011. године Амбрус је имао 270 становника.
| 1991 | 2002 | 2011 |
| 275  | 261  | 270  |

## Културна баштина
У насељу Амбрус налазе се 3 регистрована непокретна културна добра Републике Словеније. Најпознарија је црква Светог Јернеја из 1811. годинеОстала два су Капела Свете породице са краја 19. века и Ограђено гробље погинулих непознатих партизана са 23 камена стуба подигнуто 1952. године.